# Tillandsia teres
Tillandsia teres es una especie de planta epífita dentro del género  Tillandsia, perteneciente a la  familia de las bromeliáceas. Es originaria de Perú, donde se distribuye por Cajamarca.

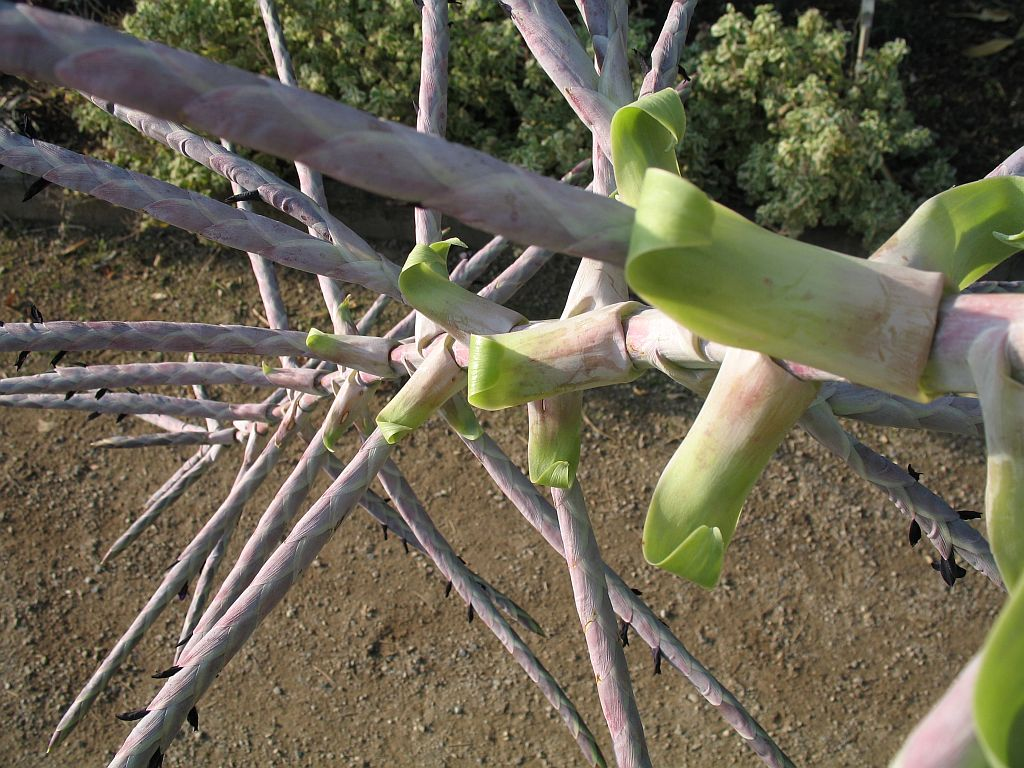
Detalle

## Taxonomía
Tillandsia teres fue descrita por Lyman Bradford Smith y publicado en Phytologia 16: 78,m t. 1, f. 23, 24. 1968.
Etimología
Tillandsia: nombre genérico que fue nombrado por Carlos Linneo en 1738 en honor al médico y botánico finlandés Dr. Elias Tillandz (originalmente Tillander) (1640-1693).
teres: epíteto latíno que significa "cilíndrica"